# الفيلق الخامس عشر (الفيرماخت)
فيلق الجيش الخامس عشر / XV AK ( (بالألمانية: XV. Armee-Korps)‏ Armee-Korps ) كانت قيادة على مستوى الفيلق للجيش الألماني قبل وفي المراحل الأولى من الحرب العالمية الثانية.
تم تأسيسه في 10 أكتوبر 1938. كان يُعرف أيضًا باسم Gruppe Hoth / Panzergruppe Hoth أثناء غزو فرنسا. أعيد تنظيمه في بالجيش الثالث بانزر في 16 نوفمبر 1940.

## التنظيم
كان لدى الفيلق التنظيم التالي في 8 يونيو 1940:
فرقة بانزر الخامسة
فرقةبانزر السابعة
فرقة المشاة الثانية (الية. )

## القادة
أمرت قوات XV طيلة فترة وجودها من قبل عامة دير Infanterie (في وقت لاحق غنرال أوبرست ) هيرمان هوث .